# Sebastiania tikalana
Sebastiania tikalana är en törelväxtart som beskrevs av Cyrus Longworth Lundell. Sebastiania tikalana ingår i släktet Sebastiania och familjen törelväxter. Inga underarter finns listade i Catalogue of Life.